# Плазмовий дисплей

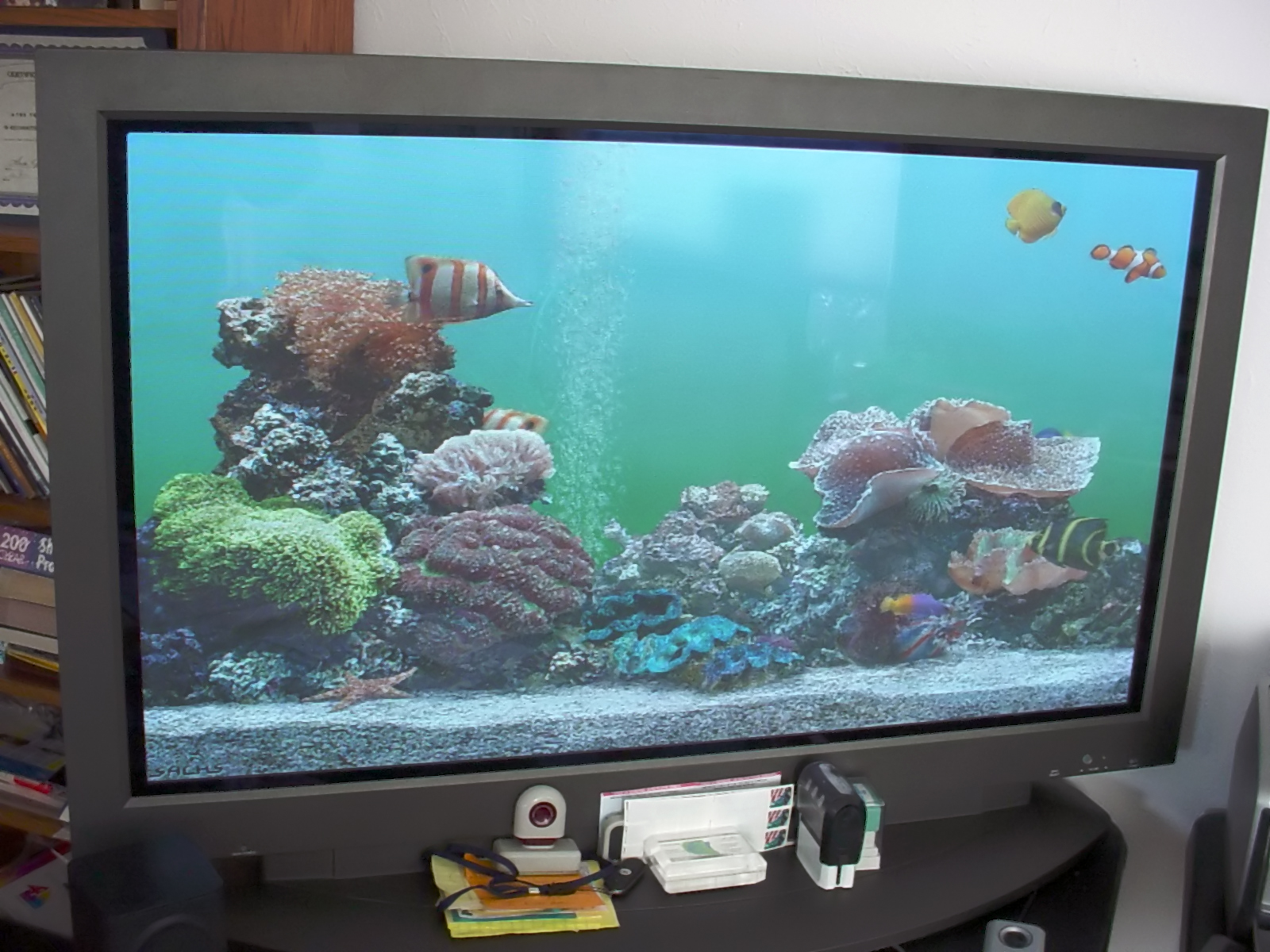
Плазмовий телевізор

Будова плазмової панелі

Плазмовий дисплей (Газорозрядний екран; також широко застосовується англійська калька «плазмова панель») — пристрій виведення інформації, дисплей, дія якого ґрунтується на явищі свічення люмінофору під впливом ультрафіолетових променів, що виникають при електричному розряді в йонізованому газі, тобто у плазмі.

## Будова
Плазмова панель являє собою матрицю газонаповнених комірок, уміщених між двома паралельними скляними пластинами, всередині яких розташовані прозорі електроди, що утворюють шини сканування, підсвічування та адресації. Розряд у газі відбувається між розрядними електродами (сканування та підсвічування) на лицевому боці екрану і електродом адресації на зворотному боці.
Особливості конструкції:
- субпіксель плазмової панелі має розміри 200 мкм x 200 мкм x 100 мкм;
- передній електрод виготовляється з оксиду індію та олова, оскільки він проводить струм і максимально прозорий;
- при протіканні великих струмів по досить великому плазмовому екрану через опір провідників виникає суттєве падіння напруги, що призводить до спотворень сигналу, у зв'язку з чим додають проміжні провідники з хрому, незважаючи на його непрозорість;
- для створення плазми комірки зазвичай заповнюються газами — неоном або ксеноном (рідше використовується гелій і аргон, або, частіше, їх суміші) з додаванням ртуті.

Хімічний склад люмінофору:
- Зелений: Zn2SiO4:Mn2+ / BaAl12O19:Mn2+;+ / YBO3:Tb / (Y, Gd) BO3:Eu[1]
- Червоний: Y2O3:Eu3+ / Y0,65Gd0,35BO3:Eu3+
- Синій: BaMgAl10O17:Eu2+

Наявна проблема адресації мільйонів пікселів вирішується розташуванням пари передніх доріжок у вигляді рядків (шини сканування і підсвічування), а кожної задньої доріжки у вигляді стовпців (шина адресації). Внутрішня електроніка плазмових екранів автоматично вибирає потрібні пікселі. Ця операція проходить швидше, ніж сканування променем на моніторах з ЕПТ. В останніх моделях плазмових панелей оновлення екрану відбувається на частотах 400—600 Гц, що дозволяє людському оку не помічати мерехтіння екрану.

## Принцип дії
Робота плазмової панелі складається з трьох етапів:
1. ініціалізація, в ході якої впорядковується положення зарядів середовища та його підготовка до наступного етапу (адресації). При цьому на електроді адресації напруга відсутня, а на електрод сканування відносно електроду підсвічування подається імпульс ініціалізації, що має східчасту форму. На першій сходинці цього імпульсу впорядковується розташування іонізованого газового середовища, на другій — розряд у газі, а на третій — завершення упорядкування.
2. адресація, в ході якої відбувається підготовка пікселя до підсвічування. На шину адресації подається позитивний імпульс (+75 В), а на шину сканування негативний (-75 В). На шині підсвічування напруга встановлюється рівною +150 В.
3. підсвічування, в ході якого на шину сканування подається позитивний, а на шину підсвічування негативний імпульс, рівний 190 В. Сума потенціалів йонів на кожній шині і додаткових імпульсів призводить до перевищення порогового потенціалу і розряду в газовому середовищі. Після розряду відбувається повторний розподіл іонів біля шин сканування і підсвічування. Зміна полярності імпульсів призводить до повторного розряду у плазмі. Таким чином, зміною полярності імпульсів забезпечується багаторазовий розряд комірки.

Один цикл «ініціалізація — адресація — підсвічування» формує одне підполе зображення. Додаючи декілька підполів можна забезпечувати зображення заданої яскравості і контрасту. У стандартному виконанні кожен кадр плазмової панелі формується додаванням восьми підполів.
Таким чином, при підведенні до електродів високочастотної напруги, відбувається йонізація газу або утворення плазми. У плазмі відбувається ємнісний високочастотний розряд, що викликає ультрафіолетове випромінювання, яке спричиняє свічення люмінофора: червоне, зелене або синє. Це свічення, проходячи через передню скляну пластину, потрапляє в око глядача.